# 1994-es UEFA-bajnokok ligája-döntő
Az 1994-es UEFA-bajnokok ligája-döntő az európai labdarúgó-klubcsapatok legrangosabb tornájának 2., jogelődjeivel együttvéve a 39. döntője volt. A mérkőzést 1994. május 18-án az athéni Olimpiai Stadionban játszották.
A döntőben az olasz AC Milan és a spanyol Barcelona találkozott. A mérkőzést a Milan nyerte meg 4–0-ra.

## A mérkőzés
| 1994. május 18. 21:15 (20:15) |

| AC Milan                                   | 4–0               | FC Barcelona |
| ------------------------------------------ | ----------------- | ------------ |
| Massaro 22' 45' Savićević 47' Desailly 58' | (2–0) Jegyzőkönyv |              |

| Olimpiai Stadion, Athén Nézőszám: 70 000 Játékvezető: Philip Don (angol) |

| AC Milan | FC Barcelona |

| GK            | 1  | Sebastiano Rossi     |
| RB            | 2  | Mauro Tassotti (csk) |
| LB            | 3  | Christian Panucci    |
| CM            | 4  | Demetrio Albertini   |
| CD            | 5  | Filippo Galli        |
| CD            | 6  | Paolo Maldini 84'    |
| RM            | 7  | Roberto Donadoni     |
| CM            | 8  | Marcel Desailly      |
| LM            | 9  | Zvonimir Boban       |
| CF            | 10 | Dejan Savićević      |
| CF            | 11 | Daniele Massaro      |
| Cserék:       |    |                      |
| GK            | 12 | Mario Ielpo          |
| DF            | 13 | Stefano Nava 84'     |
| MF            | 14 | Angelo Carbone       |
| MF            | 15 | Gianluigi Lentini    |
| FW            | 16 | Marco Simone         |
| Vezetőedző:   |    |                      |
| Fabio Capello |    |                      |

| GK           | 1  | Andoni Zubizarreta     |
| RB           | 2  | Albert Ferrer          |
| CM           | 3  | Josep Guardiola        |
| CD           | 4  | Ronald Koeman          |
| CD           | 5  | Miguel Ángel Nadal     |
| CM           | 6  | José Mari Bakero (csk) |
| LB           | 7  | Sergi Barjuán 73'      |
| CF           | 8  | Hriszto Sztoicskov     |
| RM           | 9  | Guillermo Amor         |
| CF           | 10 | Romário                |
| LM           | 11 | Txiki Begiristain 51'  |
| Cserék:      |    |                        |
| DF           | 12 | Juan Carlos            |
| GK           | 13 | Carles Busquets        |
| MF           | 14 | Eusebio Sacristán 51'  |
| MF           | 15 | Ion Andoni Goikoetxea  |
| MF           | 16 | Quique Estebaranz 73'  |
| Vezetőedző:  |    |                        |
| Johan Cruyff |    |                        |